# Johann Eccarius
Johann Georg Eccarius, né le 23 août 1818 à Friedrichroda (duché de Saxe-Gotha-Altenbourg) et mort le 5 mars 1889 à Londres, est un tailleur allemand exilé en Grande-Bretagne, militant syndicaliste, socialiste et communiste.

## Biographie
Ouvrier tailleur, Johann Eccarius émigre en 1846 à Londres, où il travaille dans un atelier de tailleurs.
Dans les années 1840, il est militant de la Ligue des justes puis de la Ligue des communistes, où il côtoie Karl Marx et Friedrich Engels. En 1850, il écrit dans la Neue Rheinische Zeitung (Politisch-ökonomische Revue).
En septembre 1864, Eccarius participe à la création de l'Association internationale des travailleurs. Membre de son conseil général, il en est élu secrétaire général en 1867 et reste à ce poste jusqu'en 1872.